# Pastilla
Pastilla nebo také bastija (arabsky بسطيلة) je druh pečiva pocházející z Maroka a vyznačující se kombinací sladké a slané chuti. Připravuje se v kruhové formě, která se vyloží listovým těstem zvaným ouarka a naplní masem holoubat opečeným na olivovém oleji, smíchaným s cibulí, petrželkou, koriandrem, vejci, praženými mandlemi a rozinkami a dochuceným šafránem, zázvorem a pepřem. Nádivka se přikryje dalším plátem listového těsta a peče zhruba půl hodiny při 200 °C. Hotová pastilla se na povrchu posype práškovým cukrem a mletou skořicí. Podává se jako předkrm při slavnostních příležitostech (ve Fesu se připravuje také tzv. džohara, sladší varianta pastilly s mlékem a medem, která se konzumuje jako dezert). Vzhledem k obtížné dostupnosti holubího masa se v chudších rodinách pastilla obvykle plní drůbežím masem, rybou, mořskými plody nebo zeleninou.
Název pokrmu pochází ze španělského výrazu pastel označujícího koláč. Základní recept do oblasti Maghrebu přinesli Maurové vyhnaní z Pyrenejského poloostrova v období reconquisty a přizpůsobili jej místním podmínkám.